# Jordrevesläktet
Jordrevesläktet (Glechoma) är ett växtsläkte i familjen kransblommiga växter som består av ett 10-tal arter i Europa och Asien.
Fleråriga örter men krypande eller överhängande, rotslående stjälkar. Bladen har långa bladskaft och hjärtlik bas. Blommorna kommer i bladvecken är sitter 2-6 eller många fler. Fodret är rörlikt eller klocklikt och något krökt vid basen. Kronan är rörlik, tvåläppig.